# ジム・キャノン
ジム・キャノン (GM CANNON) は、「ガンダムシリーズ」に登場する架空の兵器。有人操縦式の人型機動兵器「モビルスーツ（MS）」のひとつ。初出は、メカニックデザイン企画『モビルスーツバリエーション（MSV）』。
作中の軍事勢力のひとつである地球連邦軍の量産機。『機動戦士ガンダム』に登場するジムをベースとして、中距離砲撃用MSガンキャノンの能力を付与した機体。背中に搭載された砲塔と、通常のジムよりも強化された下半身の装甲が特徴。
本記事では、1991年リリースのOVA『機動戦士ガンダム0083 STARDUST MEMORY』に登場する後継機ジム・キャノンIIのほか、それぞれのバリエーション機などについても解説する。

## 設定解説
一年戦争時、ガンキャノンの量産型という位置づけで開発された。その名称と外観からジムのバリエーションと位置づけられることが多いが、ガンキャノンの量産化プランはガンダムの量産化（ジム）と最初から別に進行しており、その延長線上にあるのが本機である。本来はガンキャノンの設計に若干の手直しを加える程度で量産する予定だったが、戦時下の状況を考慮し、先行していたジムの生産ラインを流用する形で設計を変更して試行錯誤を重ね、簡易量産型ともいえる形態となった。ジムとの部品共有度は60%で、切り欠きの入った右肩部にガンキャノンと同じ口径の高初速型ロケット砲1門を、脚部に左右分割方式の増加装甲をそれぞれ取り付けることにより、地上戦での安定性を保っている。
終戦までにジャブロー工廠にて48機（58機とする資料もある）が生産され、全機が実戦参加しているという。その内訳はティアンムおよびレビル宇宙艦隊へは14機、北米戦線へは6機、アフリカ戦線には19機配備、9機はジャブロー防衛用に残されたと記録されている。それ以外にも、オーストラリア戦線で3機が確認されている。機動部隊に随伴して中距離支援を役割とすることで、MSパイロットとしての練度が低い元戦車兵などでも比較的運用しやすく、物量戦に適した機体となっている。
一年戦争中の特筆すべき戦果としては、北米方面に配備された機体がある。反攻作戦開始後から約1か月後に投入された本機はノーマルタイプのジムとの混成部隊を成し、キャリフォルニアベースを奪還した。この北米方面配備機は冬季迷彩を施した姿が知られているが、これはキャリフォルニアベース奪還後から終戦まで使用されたパターンである。また、アフリカ戦線における多くの機体はサンドカラーに塗装されていたが、その中でも「踊る黒い死神」ことリド・ウォルフ少佐の乗機として、他機とは異なる黒いパーソナルカラーの機体も知られている。だが、ウォルフが本格的なMSパイロットとして頭角を著すのは、この機体からRX-77Dに乗り継いだ後である。一方、宇宙軍ではソーラ・レイによるレビル艦隊の壊滅で多数の機体が失われたこともあり、地上ほどの特筆すべき目立った活躍は見込めなかったが、宇宙軍第二連合艦隊所属の「不死身の第四小隊」に配備された機体などは知られている。生産数の割にカラーバリエーションが豊富なのも本機の特徴であり、各地でさまざまなパターンが確認されている。
戦後にはリニア・シート方式への換装などの近代化改修を受け、ジャブロー防衛の任に就いている。ただ、この機体が一年戦争期にジャブローに配備された機体か、戦後に量産された機体かは不明である。武装もジムII用のビーム・ライフルを使用しており、その中の機体は何らかの経緯を経て連邦軍に編入された元ジオン軍のキラービー隊に配備されたもので、MS-06Dとの混成部隊を編成していたという。一部の資料にはこの機体にティターンズのマーキングが確認できるが、すでに事実上放棄されて空き家となったジャブローに捨て駒として置き去りにされていたに過ぎない。
なお、このジム・キャノンに続き、大戦末期にはより本来の量産化プランに近い形でRX-77D 量産型ガンキャノンなる機体もロールアウトしている。ジム系列の生産ラインを流用していたことに変化はないが、ガンキャノンに匹敵する高い性能を達成していた。大戦も後期にジムの大量生産を経て、いわゆる量産効果によってMS生産に携わる関連企業の技術力や生産力が底上げされた結果、こういった機体の量産が実現したのだという評論もある。しかし、この時点でもまだ量産検討モデルの段階に過ぎず、ジム・キャノンIIなど戦後の機体へさらに繋がっていくこととなる。
劇中での活躍
テレビ版『機動戦士Ζガンダム』第12話「ジャブローの風」において、連邦軍基地ジャブローを襲撃するエゥーゴのMS部隊に対して応戦している姿が描かれている。なお、通常型のジムIIと区別するため、頭部が赤く塗装されていた。
一年戦争中の映像作品には、OVA『機動戦士ガンダム戦記 アバンタイトル』に登場する。ア・バオア・クー攻略戦に参加しているが、補給中にモビルアーマーのビグロに襲撃されて撃破されるなど、活躍シーンは描かれなかった。
ゲーム『機動戦士ガンダム外伝 コロニーの落ちた地で…』では、プレイヤーに配備された機体として登場する。当機を受領したホワイト・ディンゴ隊はオーストラリア反攻作戦で高い戦果を挙げたとされる。なお、この機体はホワイト・ディンゴ隊の部隊色である灰色に塗装されており、シールドを装備している。
ゲーム『機動戦士ガンダム バトルオペレーション Code Fairy』では、オデッサ作戦直前の北米戦線に数機が登場する。
設定の変遷
本機はMS-06Rなどと同様、別の媒体で創作されて設定されていたメカニックが、『MSV』として統合されてコンテンツ展開される際に設定が追加されたものである。
画稿の初出は1981年8月5日発行の『TV版 機動戦士ガンダム ストーリーブック(3)』で、「GM試作タイプ」の名称で掲載。1982年1月発行の『講談社のポケットカード(8) 機動戦士ガンダム モビルスーツカード』には、「GMキャノン試作タイプ」の名称で収録。
型式番号「RGC-80」の初出は1981年9月22日発行の『ガンダムセンチュリー』。
MSV展開以前の資料には、「安定性の問題により量産されなかった」、「問題点の改良中に終戦を迎え、実戦参加しなかった」、「1号機が最終組み立てライン上にある間に終戦となって実戦配備されなかった」、などとされていた。背面形状などの詳細、量産化後の活躍に関しても、『HOW TO BUILD GUNDAM 2』（ホビージャパン、1982年）にて後に『MSV』の設定に携わるストリームベースのメンバー高橋昌也はアフリカ戦線とノルマンディー上陸作戦をモチーフとして模型作例を発表したが、背面形状は製作記事中の描写も写真撮影もされず、機体に関して「量産化されることはないだろう」と記している。

## バリエーション

### プロトタイプ ジム・キャノン
メカニックデザイン企画『MSV-R』に登場する、地球連邦軍の中距離支援用試作MS。
連邦軍はガンキャノンの量産型を開発するに当たって、ジムにガンキャノンの頭部やバックパック、2門の肩部キャノン砲を移植した試作機を製造した。この試作1号機のテスト結果によって、重量バランスや安定性などの問題点が洗い出され、ジム・キャノンの開発に繋がった。
この試作1号機は、MSVにおいては文章設定のみが存在し、画稿は『SDガンダム』でデザインされたディフォルメされた姿のみで、そこでは「RGC-80-1 ジムキャノン試作型」の型式番号と名称が設定されていた。『ガンダムエース』のメカニックデザイン企画『MSV-R』において、文章設定やSDガンダムに準じたリアル頭身の画稿が新規に描かれた。

### ジム・キャノン（空間突撃仕様）
メカニックデザイン企画『MSV-R』に登場する、地球連邦軍の中距離支援用量産型MS。
ジム・キャノンを宇宙戦闘用に調整した機体。地上での肩部ロケット砲発射時に重量として必要だった脚部の分割式増加装甲を外し、ジム・スナイパーカスタムと同一のバーニアスラスターをランドセルおよび脚部に装備することで、戦闘時の姿勢制御能力と宇宙での機動性が向上した。オプション兵装だったバルザック式380mmロケットバズーカが当機の兵装として正式採用されている。
星一号作戦に参加するエースパイロット用としてレビル艦隊に5機前後が実戦配備された。また、ア・バオア・クー戦においてレビル艦の護衛任務にあたったサラミス級アイガーに所属する142MS小隊には、青を基調に塗装された本機が配備されたといわれる。
『機動戦士ガンダム THE ORIGIN』の『MSV』的企画『機動戦士ガンダムTHE ORIGIN MSD (Mobile Suit Discovery)』にも登場。

### ジム・コマンドキャノン
『機動戦士ガンダム外伝 THE BLUE DESTINY』のリメイク漫画『ザ・ブルー・ディスティニー』に登場（型式番号：RGC-79G）。
ジム・コマンドをベースにしたジム・キャノン。股間部は量産型ガンキャノンと同型となっている。サマナ・フュリス准尉がジム・コマンドから乗り換える。

## ジム・キャノンII
OVA『機動戦士ガンダム0083 STARDUST MEMORY』に登場。メカニックデザインはカトキハジメ。
ジム・キャノンの改良型で、ガンキャノンの純然たる量産化をコンセプトとし、量産型ガンキャノンやガンキャノンIIの機体データのフィードバックにより完成する。中距離支援用MSの集大成であるともいわれる。技術的な底上げや生産性の向上により高出力ジェネレーターの搭載が可能になったため、キャノン砲はビーム・キャノンを両肩2門に変更されており、実体弾キャノン砲装備機より装備重量が低下している。股間部後部には量産型ガンキャノン同様、機体を安定させるためのスタビライズド・ギアを装備している。
ガンダムNT-1で初めて装備されたチョバム・アーマーのコンセプトが、白兵戦用MSより中距離支援用MSに最適との判断により、本機の追加装甲として採用される。ただしNT-1のような「増加装甲」ではないため、その場で装甲をパージすることは不可能である。これにより装備重量の低下と併せて大幅な重量増を回避しており、ほかの機体には劣るものの十分な機動性を保持している。
ジム・タイプMSとは、基礎的な部材の互換性を重視して設計されている。特に、ジム・カスタムとはフレームやジェネレーターなど多くの部分の生産ラインを共用化することでコストを軽減している。また、本機とジム・カスタムは連携運用が前提とされているが、これはV作戦以降連邦軍がこころみてきた多機種による連携運用構想にもとづくとともに、整備効率を高める意図もある。このため、本機はジム・カスタムと同様に本格的な量産計画が策定されるも、ともに少数の配備に留まっている。デラーズ紛争終結後は、開発チームを含むプロジェクト自体がティターンズの管理下に置かれた時点で生産が終了し、後継機も開発されていない。

### 武装・装備（ジム・キャノンII）
60ミリバルカン砲
頭部に装備される、連邦系MSの標準兵装。
ビーム・キャノン
バックパックから両肩口に伸びる。量産機としては初めて、大出力のビーム砲を標準装備とする。基本仕様はジェネレーター直結型であるが、予備回路としてエネルギーCAPシステムも装備しており、これにより出力が安定している。
ビーム・サーベル
左前腕部甲に装備。あくまで予備的な装備であるため、ショート・タイプのグリップが採用されている。
ジム・ライフル / シールド
ジム・カスタムと共用。
チョバム・アーマー
厳密な構造は異なるが、便宜上ガンダムNT-1に倣ってこの名称で呼ばれることが多い。NT-1のものの外装を一部採用し、耐弾性の向上と軽量化を両立させている。リアクティブ層や緩衝層が積層された装甲ユニットを駆動ユニットに直接装着している。

### 劇中での活躍（ジム・キャノンII）
0083年にトリントン基地でデラーズ・フリートに奪われたガンダム試作2号機の奪還命令を受けたアルビオン隊に2機が配備され、チャック・キースとチャップ・アデルが搭乗し、戦果を挙げている。
劇場版『機動戦士ΖガンダムIII A New Translation -星の鼓動は愛-』では、0087年にアーガマに配備されている機体が登場。標準塗装であるが、エゥーゴではほかにネモと同系統の「エゥーゴ・カラー」に塗装された機体も数機確認されているとされる。作画監督の仲盛文によれば、アーガマのMSは洗いざらい出撃してもういないことを表現したかったといい、絵コンテにたまたまジム・キャノンIIらしき機体が描かれていたため選定したとのこと。
漫画『機動戦士ガンダム C.D.A. 若き彗星の肖像』では、0083年3月にゼブラゾーンに潜伏するジオン公国軍基地ヴァールシカ攻略のため、グリーン・ワイアット中将率いる連邦艦隊所属のベン・ウッダー中尉（当時）が搭乗し、ライラ・ミラ・ライラとともにシャア・アズナブルと交戦している。
漫画『GUNDAM LEGACY』では、ティターンズ所属のエイガー大尉が搭乗する機体が登場。0084年の月面のエアーズ市での暴動鎮圧のため、ジム・カスタムの改良機であるジム・クゥエルとともに出撃する。同じ夏元雅人による漫画『機動戦士ガンダム0083 REBELLION』にも、同年のエイガー機が登場する。いずれもモノクロでカラーリングは不明であるが、「ティターンズ・カラー」であるジム・クゥエルと同様の表現がなされている。
漫画『機動戦士ガンダムF90 ファステストフォーミュラ』では、0116年にサイド1コロニー「バーラト」で暴動を起こしたエゥーゴOBの哨戒機として、ネモとともに1機が登場。特殊部隊「ファステストフォーミュラ」のバズ・ガレムソン専用Gキャノンのロング・ライフルに狙撃され、コックピットを射抜かれる。

### バリエーション（ジム・キャノンII）

#### ジム・キャノンII［ルシアン・ベント専用機］
GM CANNON II [Lucien Bendt Use]
雑誌企画『ADVANCE OF Ζ 刻に抗いし者』に登場（型式番号：RGC-83）。メカニックデザインは片貝文洋。
ザンジバル級機動巡洋艦「ケラウノス」を母艦とする反ティターンズ組織に所属するルシアン・ベントが搭乗する機体。ケラウノスは物資および人員が不足していることから、中距離支援だけでなく近接戦闘まで単機で対応するため、左前腕部甲にダブル・ヒート・ホークが装備されている。これは近接戦闘用の打突兵器としてのほか、敵のビーム・サーベルを受け止める籠手としても使用可能。ジム・ライフルを改造した専用ライフルを携行、頭部には強化センサーが搭載されている。カラーリングは錯視効果を狙った白・青・黒による縞模様の迷彩がほどこされている。

#### ジム・キャノンII［ホワイトコーラル］
GM CANNON II [White Coral]
『ADVANCE OF Ζ 刻に抗いし者』に登場（型式番号：RGC-83）。メカニックデザインは片貝文洋。
ルシアン・ベント専用機を、カラバから供与された強化パーツにより近代化改修をおこなったもの。ビーム・キャノンは新型メガ粒子砲を右側1門に変更、最終加速器および収束器が伸縮式になっている。これにともない、左側に旋回式レーザー測距儀や通信アンテナ、両肩のアーマー上部に射撃時に起き上がるレーダー・アンテナが装備され、測距能力が大幅に向上している。これらの装備による重量増のため脚部の追加装甲を撤去して軽量化し、増加を最小限に留めている。隊長機として、頭部通信アンテナも大型のものが左右に取り付けられ、強化されている。ダブル・ヒート・ホークは引き継がれており、以前にも増して万能な機体となっている。カラーリングは白を基調に一部が青、部分的にグレーで不規則なラインが描かれている。

## 『機動戦士ガンダム サンダーボルト』におけるジム・キャノン

### ジム・キャノン（サンダーボルト版）
漫画およびOVA『機動戦士ガンダム サンダーボルト』に登場。基本的にはジムと同じだが、右側のサブアームの代わりにキャノン砲を装備しているほか、側頭部や各部に追加装甲が取り付けられているうえ、バックパックのブースターが角型になっている。全体的なイメージやカラーリングは、MSV版のジム・キャノンを踏襲したものとなっているが、キャノン砲がバックパックに装備されていたり、右肩の切り欠け部がないなどの差異もある。

### ジム・キャノンII（サンダーボルト版）
漫画『機動戦士ガンダム サンダーボルト』に登場するジム・キャノンIIは、本体のシルエットは原作版とあまり差異はないものの、肩部や胸部、脹脛部にはアレンジがほどこされている（デザイン協力：桜水樹）。バックパックはガンキャノンと共通のものにスラスター・ユニットを増設したような形状で、キャノン砲にはマガジン（ガンキャノンはバナナ型だが本機のは長方形）らしきものも確認できる。桜は画稿で前腕部にガンダムNT-1同様のガトリング砲や、肩口や膝部にフルアーマーガンダムのようなミサイル・ベイなどの隠しギミックを提案しているが、作中では使用されていない。作者の太田垣康男によれば、ほかの連邦軍MSよりちょうどいい感じに太いので「やられ役」として画面の中で映えるとのこと。
宇宙世紀0080年のルナツー基地の守備隊にジムやガンキャノンとともに複数配備され、侵入した南洋同盟のパーフェクト・ガンダムを迎撃する。ガンキャノンと同型のビーム・ライフルのほか、ハイパー・バズーカや大型のガトリング・ガンを携行している。ブルGの僚機のパイロットはニックとホリーで、カラーリングは2機ともガンキャノンを踏襲した赤を基調に、頭部や脹脛の一部などが白で塗り分けられている。